# 布里地区勒东
布里地区勒东（法語：Leudon-en-Brie，法語發音：[lødɔ̃ ɑ̃ bʁi] ⓘ）是法国法蘭西島大區塞纳-马恩省的一个市镇，属于普罗万区。 

## 地理
布里地区勒东（48°44'0"N, 3°16'12"E）面积4.24 平方千米，位于法国法蘭西島大區塞纳-马恩省，该省份为法国北部内陆省份，北起瓦兹省，西接埃松省、马恩河谷省、塞纳-圣但尼省和瓦兹河谷省，南至卢瓦雷省，东南接约讷省，东临马恩省和奥布省，东北接埃纳省。
与布里地区勒东接壤的市镇（或旧市镇、城区）包括：圣马尔-维约迈松、沙尔特龙日、舍夫吕、布里地区舒瓦西、库尔塔孔。

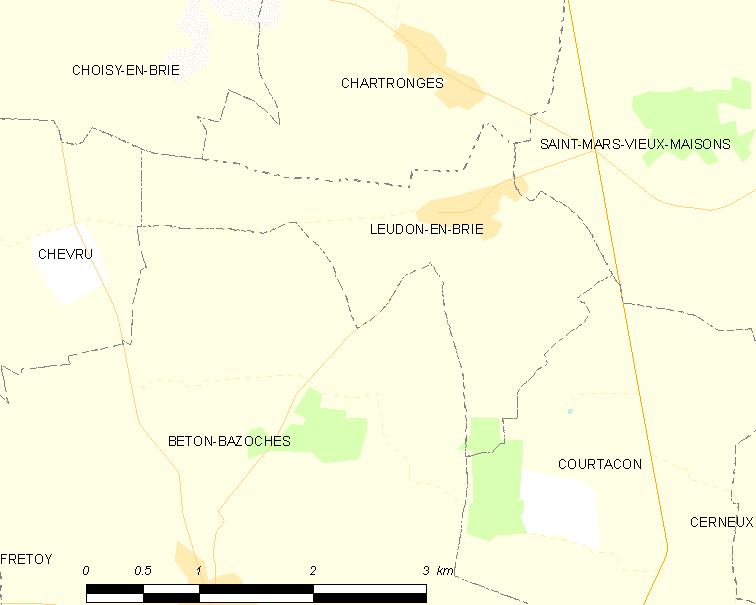
布里地区勒东的OSM定位图

布里地区勒东的时区为UTC+01:00、UTC+02:00（夏令时）。

## 行政
布里地区勒东的邮政编码为77320，INSEE市镇编码为77250。

## 政治
布里地区勒东所属的省级选区为库洛米耶县。

## 人口

1962-2008年间布里地区勒东人口变化图示

布里地区勒东于2022年1月1日时的人口数量为167人。